# 蕭方略
蕭方略（540年代—554年），一作萧方平，梁元帝蕭繹第十子，母為王貴嬪。
王貴嬪和妹妹王良人都是蕭繹的嬪妃，并蒙宠幸，蕭方略也因此得到父親的鍾愛。侯景之亂爆發時，蕭方略才數歲。蕭繹结好于西魏，遂遣送蕭方略入关避難。蕭繹亲送至近畿，赋诗一首：“如何吾幼子，胜衣已别离，十日无由宴，千里送远垂。”蕭方略剛到長安不久，即返回江陵。承聖元年十一月己卯（552年12月16日），封始安郡王。
承聖三年（554年），西魏攻陷江陵，梁元帝出降。蕭方略、皇太子蕭元良也同時被俘。梁元帝被蕭詧以土袋悶死後，蕭方略也被害。